# Shift (клавіша)

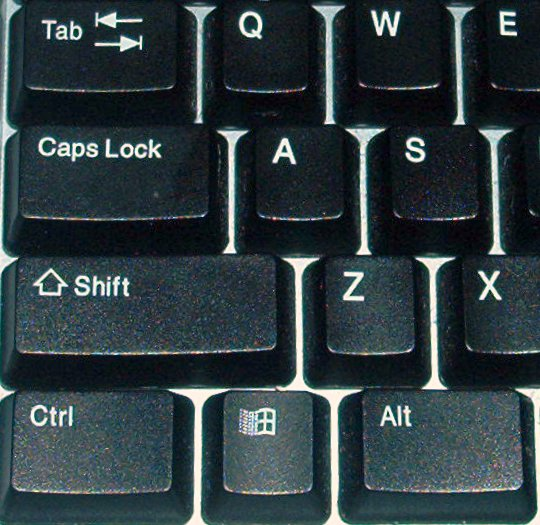
Клавіша Shift на сучасній англійській клавіатурі Windows (над клавішею «Ctrl»)

Клавіша ⇧ Shift — це модифікаційна клавіша на клавіатурі, яка використовується для введення великих літер та інших альтернативних «верхніх» символів. Зазвичай є дві клавіші shift (зліва та справа) у рядку нижче домашнього рядка . Назва клавіші shift походить від друкарської машинки, де потрібно було тиснути і утримувати кнопку, щоб змінити верхній шрифт, щоб друкувати великі літери; клавіша shift вперше була використана в друкарській машинці Remington № 2 1878 року; модель № 1 була лише з великими літерами.
На американській розкладці та подібних розкладках клавіатури символи, які зазвичай вимагають використання клавіші shift, включають круглі дужки, знак питання, знак оклику та двокрапки .
Коли кнопку caps look натиснута shift можна використовувати для введення малих літер у багатьох операційних системах, але не на macOS .

## Маркування

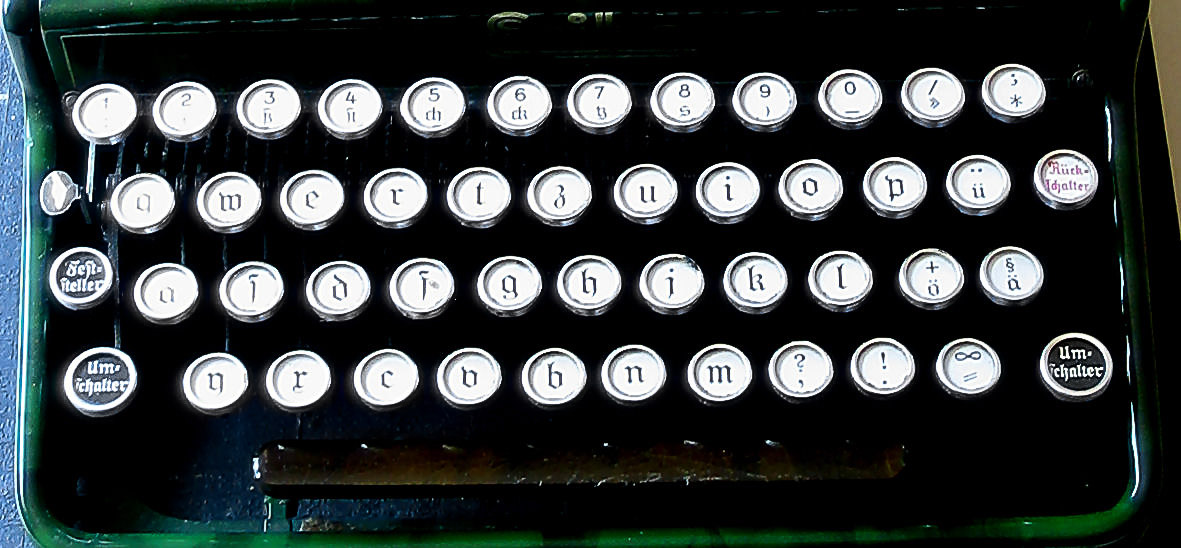
Клавіатура німецької механічної машинки (початок 20 століття), з клавішами перемикання з написом «Umschalter» («перемикач»)

Клавіатурний символ для «Вибору 2 рівня» (тобіж «Shift»)

Клавіатурний символ для клавіші Shift (який називається клавішею вибору рівня 2 у міжнародному стандартному серії ISO / IEC 9995) наведено в ISO / IEC 9995-7 як символ 1, а в ISO 7000 — «Графічні символи для використання на обладнанні» як спрямований варіант символу ISO-7000-251. У Unicode 6.1 символ, який найкраще наближає цей символ, дорівнює U + 21E7 upwards white arrow (⇧). Цей символ зазвичай використовується для позначення клавіші Shift на сучасних клавіатурах (особливо на макетах США та на клавіатурі Apple), іноді в поєднанні зі словом «shift» або його перекладом на місцеву мову. Цей символ також використовується в текстах для позначення клавіші shift. 

## Використання на комп'ютерній клавіатурі
На комп'ютерних клавіатурах, на відміну від друкарських клавіатур, клавіша shift може мати багато інших застосувань:
- Іноді використовується для зміни функціональних клавіш . Сучасні клавіатури Microsoft Windows зазвичай мають лише 12 функціональних клавіш; Shift + F1 для F13 Shift+F2 для F14 і т. д.
- Він може змінювати різні клавіші управління та Alt . Наприклад, якщо Alt-Tab використовується для переходу між відкритими вікнами, Shift-Alt-Tab викликає цикл в зворотному порядку.
- У більшості графічних систем, що використовують миш та клавіатуру, клавішу Shift можна використовувати для вибору діапазону елементів. Наприклад, якщо в списку вибрано файл, натисканням кнопки «Shift» на файл далі вниз по списку вибираються файли, натиснуті на них, плюс файли між ними. Аналогічно, під час редагування тексту натискайте клавішу shift, коли вибираєте текст між точкою клацання та текстовим курсором.
- Клавішу Shift можна використовувати разом з клавішами зі стрілками для вибору тексту.
- Утримуючи зсув під час малювання мишкою у графічних програмах, як правило, обмежується фігуру прямою лінією, як правило, вертикальною чи горизонтальною, або для малювання квадратів та кіл відповідно за допомогою прямокутника та еліпса.
- Клавіша Shift також може використовуватися для зміни поведінки миші на комп'ютері. Наприклад, утримуючи зсув під час натискання на посилання у веббраузері, це може призвести до відкриття сторінки у новому вікні або до завантаження, як файлу.
- У деяких веббраузерах утримування shift під час прокрутки скануватиме переглянуті раніше вебсторінки.
- У основному методі введення Піньїна клавіша Shift зазвичай використовується для перемикання між китайською та нижніми літерами англійської мови.
- У старих версіях macOS (10.12 Sierra і нижче), утримуючи shift під час виконання певних дій, таких як мінімізація вікна або включення / відключення панелі керування або управління місією, анімація відбувається в повільному режимі. Для деяких анімацій утримування control робить рух анімації лише трохи повільніше, а утримування control+shift призведе до надзвичайно повільної анімації руху.

На деяких клавіатурах, якщо обидві клавіші зсуву одночасно утримувати, можна набрати лише деякі літери. Наприклад, на клавіатурі Dell Model RT7D20 можна набрати лише 16 літер. Це явище відоме як «маскування» і є принциповим обмеженням дизайну електроніки клавіатури.

## Для Windows
Далі наведено перелік дій, пов'язаних із клавішею Shift для операційної системи Microsoft Windows .
| Дії                                                | Результат | Версії Windows |
| -------------------------------------------------- | --- | -------------- |
| Натисніть Ctrl+⇧ Shift+Esc                         | Відкриває диспетчер завдань Windows . | 3.1+           |
| Тримай ⇧ Shift + клацніть Restart                  | Перезавантажує тільки Windows, а не всю систему. | 95, 98, МЕ     |
| Тримай ⇧ Shift + встав CD                          | Утримування shift під час вставлення компакт-диска в комп'ютер Microsoft Windows обійде функцію автозапуску . Ця здатність була використана для обходу системи CD захисту від копіювання MediaMax CD-3 . | 95+            |
| Тримай ⇧ Shift + клацніть кнопка закрити           | У Windows Explorer закривається поточна папка та всі батьківські папки. | 95+            |
| Натисніть ⇧ Shift+Delete                           | У Windows Explorer, якщо натиснути на вибрані об'єкти, такі як файли та папки, це не попаде до кошику кошик і назавжди видалить вибрані об'єкти. Крім того, утримання shift та вибір параметра видалення в контекстному меню вибраних об'єктів цього досягне. Отримати видалені об'єкти після цього можливо лише за допомогою програмного забезпечення для відновлення. | 95+            |
| Натисніть ⇧ Shift+Tab                              | Фокус на попередньому об'єкті в об'єктах, орієнтованих на багатьох додатках Windows, таких як попередній елемент наприклад поле воду у Internet Explorer . | 3.1+           |
| Натисніть ⇧ Shift 5 разів                          | Вмикає та вимикає активацію Клавіш залипання . | 95+            |
| Тримай то праворуч ⇧ Shift для 8 секунд            | Вмикає та вимикає активацію Фільтруючих клавіш . | 95+            |
| Натисніть і те й інше ⇧ Shift ключі                | Активує Клавіші залипання, якщо він активований. | 95+            |
| Натисніть лівий Alt + лівий ⇧ Shift + Num Lock     | Вмикає та вимикає активацію Клавіш миші . | 95+            |
| Натисніть лівий Alt + лівий ⇧ Shift + Print Screen | Вмикає та вимикає активацію високого контрасту. | 95+            |
| Натисніть Win+⇧ Shift+Tab ↹                        | Виділяє останнє завдання на панелі завдань. Продовжуйте Win+Tab ↹ через панель завдань за допомогою клавіш зі стрілками, Win+Tab ↹ (вперед), Win+⇧ Shift+Tab ↹ (назад) або буквено-цифровими клавішами (виділяється завдання, що починається з натискання буквено-цифрового символу) . Натисніть Space Bar або ↵ Enter щоб відкрити завдання.                           | 95+            |
| Натисніть Alt+⇧ Shift+Tab ↹                        | Відражає список завдань на панелі завдань протягом тих пір, поки Alt утримується. Вибирає останнє завдання зі списку. Продовжуйте перегляд списку, натискаючи ⇧ Shift+Tab ↹ . Відкрийте Alt щоб відкрити вибране завдання. | 3.1+           |
| Натисніть Ctrl+⇧ Shift+Tab                         | Вибирає попереднє вікно з вкладками у будь-яких програмах Windows, у якому використовується елемент керування вікном. | 3.1+           |